# 電子煙

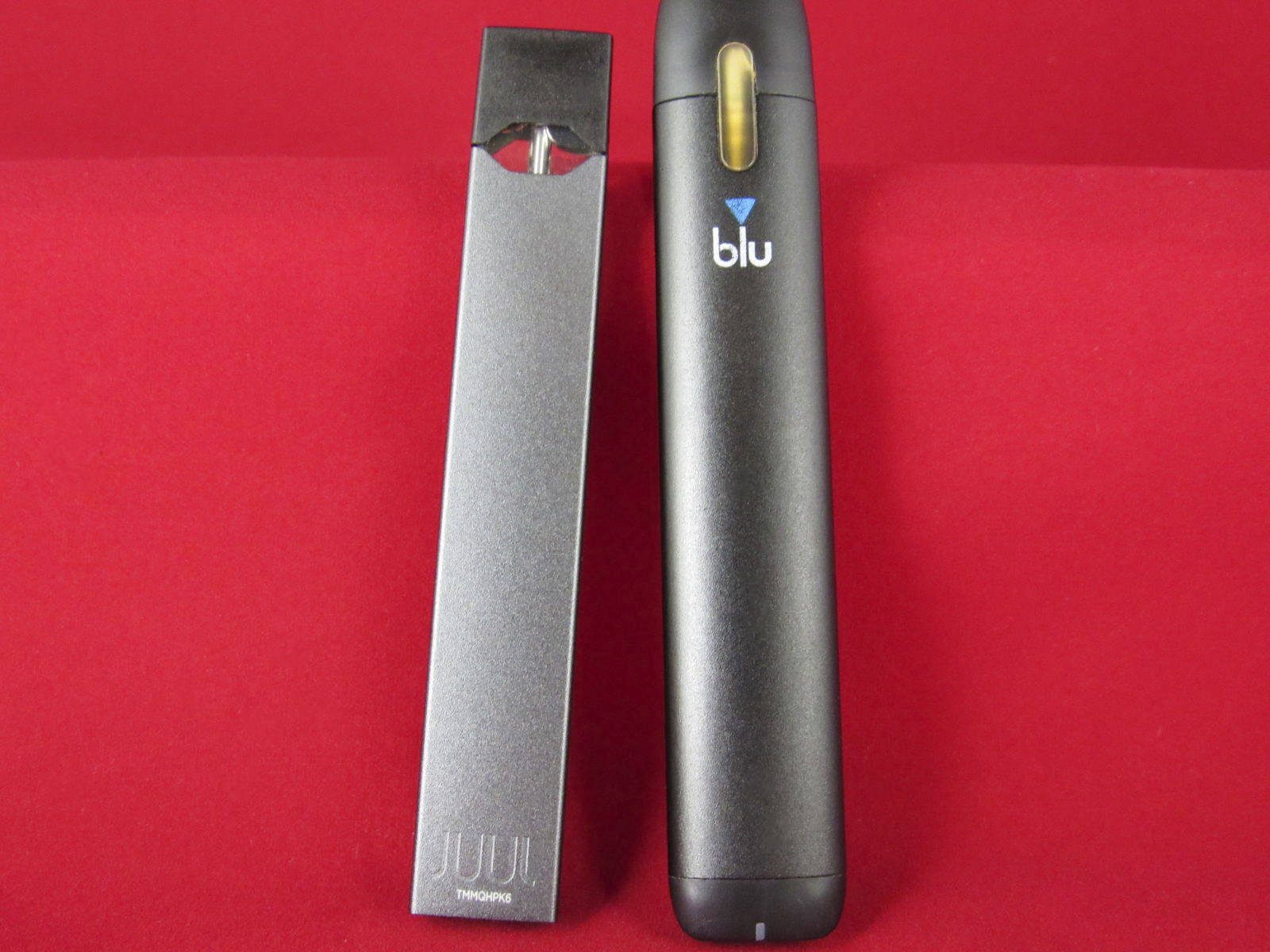
電子小菸

電子煙（英語：/VAPE，音译：威卜），是一種以電池供電驅動霧化器，加熱霧化油艙中的電子液體（俗稱煙油、電子果汁、E-liquid或E-juice；煙油含有1,2-丙二醇、植物甘油、食用香精或尼古丁，而尼古丁可加可不加）。電子煙無需燃燒，只會產生「蒸氣」亦無焦油及一氧化碳，使部分醫學界人士認為其是有潛力的尼古丁替代品，理論上也可以減少部分傳統紙菸對身體的影響、火災發生的可能，在某些國家提倡以電子煙替代紙菸做為吸菸人士遠離紙菸中致癌物焦油的方式之一。傳統香菸因高溫燃燒，產生焦油，附著於肺泡上，是疾病元凶。電子煙以霧化方式，不產生焦油，具有減害潛力。
電子煙的爭議逐漸增加，常被拿來探討的包括因品質不一的煙油容易造成肺部感染，以及不正確的吸煙習慣容易造成過度使用，包裝誘導性強等，再加上外型新穎的電子煙易誘使青少年吸食，使電子煙備受爭議。英格蘭公共衛生署曾於2015年提出報告指出電子煙比傳統紙菸少了95%傷害且每年幫助兩萬名吸菸人士戒菸，然而此報告所引用之95%數據來源遭部分學者指出證據力薄弱並有利益衝突問題。
目前相比紙菸經燃燒後產生的化學物質可達7千種，美國FDA列管的有毒的化學物質93種，電子煙產生的毒性化學物質較紙菸來的少，但是電子煙與加熱菸亦會產生新的毒性化學物質，其濃度有的甚至比紙菸中來的高。
如今，全球已有超過70個國家合法開放電子煙，包括英國、美國、紐西蘭。WHO於官方網站上說明，建議未禁止電子煙的國家，在政策方向上能對電子煙進行監管 ，並禁止開放式系統產品。目前台灣、香港及新加坡等已經禁止電子煙。電子煙於2003年在中國上市，
美国在2020年2月6日禁止销售多种口味电子烟，但也有一些例外。

## 原理
電子煙一般由主機（裝有電池，常是鋰離子聚合物電池）、電子霧化器（將電子液體填入，即煙油）二部分組成。煙油以1,2-丙二醇、丙三醇作為主要調和劑，有些加入尼古丁及其他香料成份。霧化器中有霧化芯，用來將電子液體加熱為霧氣。霧化芯有使用壽命限制。
主機有分為電子式及機械式兩種主流主機：電子式主機多有短路保護機制，當霧化器短路時則自動無法擊發；機械式主機則完全依靠電學原理作動，傳媒中造成爆炸的幾乎都是此類型主機，爆炸主因大多是霧化器短路、電池不匹配、沒察覺誤觸連續擊發等事故，惟因造型漂亮，收藏者甚多，特殊材質或品牌在市場中也常能炒到高價。
霧化器主要分為RDA滴油式可修復式霧化器及RTA儲油槽式可修復式霧化器及俗稱煙彈 的成品霧化器。據吸食者說法，RDA煙油口味較好，抽多少就滴多少，通常倉內空間較大，可上花式線圈；RTA方便出門在外，油倉注滿可連抽，通常倉內空間較小。近期有廠商推出RDTA，有分為在RDA的基礎上增加油倉，或是在RTA的基礎上加強構造使其接近RDA的煙油表現味道。
霧化芯通常是線圈（材質通常是鎳、鈦、不鏽鋼）與棉花。棉花吸收煙油後，纏繞其上的線圈通電產生熱能，加熱煙油。有些霧化芯可以重複綁上新線圈、更換新棉花。

### 含尼古丁菸油成分
電子煙油成分有：甘油（VG）、丙二醇（PG）、香料等。材料廣泛應用於化妝品、食品等，可於化工行購得，因而產生菸油的製作門檻很低，一般人就能調配出不同成分、比例的煙油，甚至販售。這些煙油主要用於開放式系統，也是WHO所禁止販售的產品。這是因為目前市面上的菸油多數標示不清，無法得知煙油內的所有成分，難以評估對人體的影響和危害。封閉式系統，則無法自行添加成分，相對安全性較有保障。

#### 甘油（VG）
簡稱VG，常見的藥物與食品添加劑（普遍用於製作蛋糕、巧克力等甜食），對人體沒什麼副作用，無色無味，非常的吸濕，但比較黏稠，所以會略微增加霧化器的清理難度並降低芯子導油速度（相對容易乾燒/糊）。VG可以直接從植物油、椰子油和棕櫚油裡提取，加熱至高溫，然後蒸餾提純。所以正規電子煙液採用的USP食品級蔬菜甘油具有99.7%純度+0.3%的水。

#### 丙二醇（PG）
又稱PG，是用來稀釋VG粘稠度的。吸濕，略有甜味，無色無味，流動性與水類似。美國食品和藥物管理局（FDA）對PG的描述是「普遍對人體安全」(僅指攝取)，是常見的藥物與食品添加劑，PG導油性不錯，並產生「少量煙霧」和近似吸菸的「擊喉感」。
PG已被FDA研究證實歸類為安全添加劑(僅指攝取)，雖然它也是防凍液的基準物料之一，常用於防凍液領域以及具有特殊要求的食品飲料等領域。PG雖然普遍安全，但還是會有少部分人會對此有些輕微過敏症狀，如喉嚨不適、多痰、頭暈等，這類副作用比較短暫輕微。
FDA之說法實際上為「Generally Recognized as Safe (GRAS)」，此定義乃指「攝取」，其他經由吸入、注射、或局部使用等方法並不在GRAS範圍內，因此電子煙將菸油霧化後產生之氣膠其安全性並不在FDA保證範圍內 。

#### 人工合成或天然香精菸油
除了有菸草口味外，還能通過各種天然可食用香料來製造複雜多變的口味，比如薄荷、水果、甜點、飲品等各種味道，添加這些香料味道更好入口 。

#### 尼古丁
尼古丁是成癮物質，而電子煙中本身絕不添加。含有尼古丁的稱為電子尼古丁傳送系統，(electronic nicotine delivery systems, ENDS），沒有尼古丁的則為非尼古丁電子輸送系統，electronic non-nicotine delivery systems ENNDS)。雖然ENDS或ENNDS的設計相似，但用於加熱的設備液體在用途、操作溫度或性能方面的細節差異很大。相比菸草，菸油的尼古丁劑量是可被控制的。
WHO亦在2021年5月最新發表的研究報告中指出，在可合法列管電子煙的國家，製造商或業者都應明確標示其尼古丁劑量，雖然監管電子尼古丁傳送系統(ENDS)的尼古丁排放率具有挑戰性，但仍是監管重點，因此建議採用封閉式系統的電子煙，以利於管理，也能透過內建的系統來控制吸煙時間，採用封閉式系統電子煙來管理在某些市場已是可行方法。

## 歷史
美國人赫伯特·吉尔伯特在1963年曾取得一款「無煙、非菸草香煙」的專利設計，該裝置把液態尼古丁加熱，產生蒸氣，模仿吸菸的感覺。1967年時曾有數家公司嘗試生產該款電子煙，但最終無果而終，而後再沒有任何紀錄講述這款裝置。
2003年北京中醫師韓力提出把尼古丁以丙二醇稀釋，並以超音波裝置把液體霧化，產生水霧效果（實際是以加熱產生霧化氣體）。使用者能以此把含尼古丁水霧吸進肺部，向血管輸送尼古丁。其中液態尼古丁稀釋劑存放在一個名叫菸彈的裝置內，以便於攜帶。2004年，韓力取得電子煙的發明專利，翌年由中國如煙公司銷售。隨著國外的反吸菸運動普及，電子煙也從中國流入西方世界 
- 2018年4月，因應中國及亞太地區日漸壯大的電子煙市場，中國於深圳會展中心舉辦第一屆國際電子煙展「IECIE」
- 2018年3月，日本舉辦第一屆國際電子煙展「Vape Expo Japan」。
- 2018年4月，英國發起全球第一屆“電子煙月戒菸活動”（VApril）,推廣民眾利用電子煙遠離香菸的危害。
- 2018年10月初，深圳會展中心舉辦國際電子煙展[26][27]。全球九成的電子煙設備都是在深圳生產[28]。

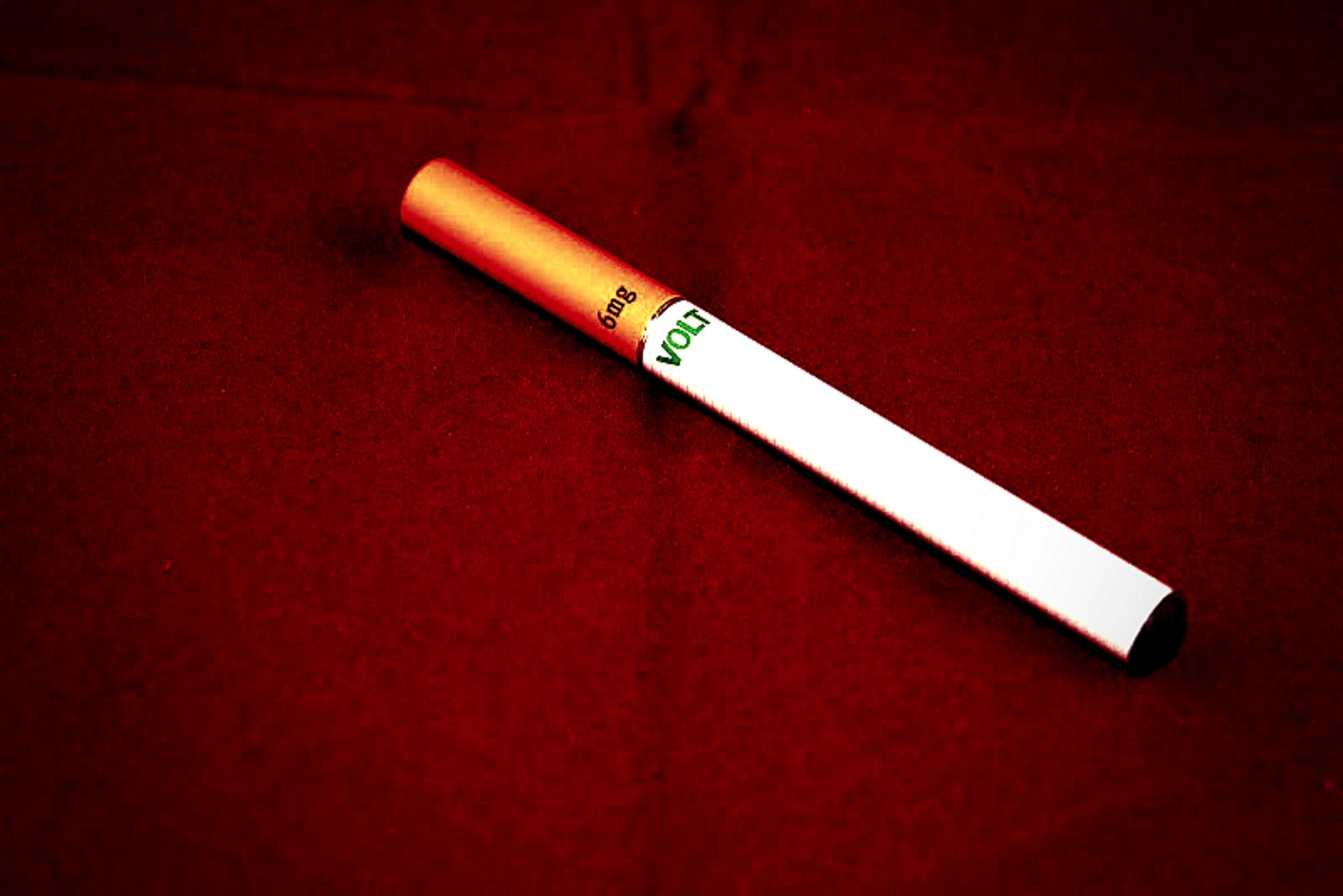
第一代的電子煙依然貌似傳統香菸
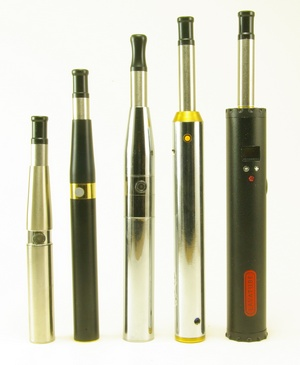
第二代的電子煙，逐漸成為一種特殊市場
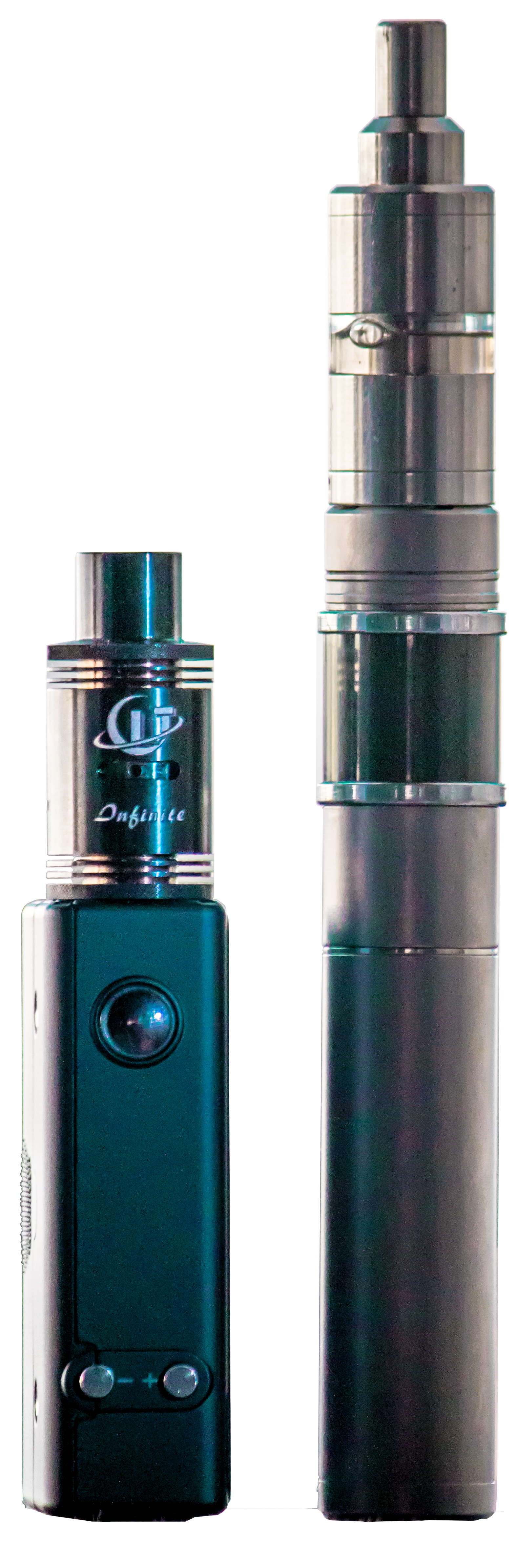
第三代的電子煙經過發展後出現鋼筆等花俏的造型與品牌
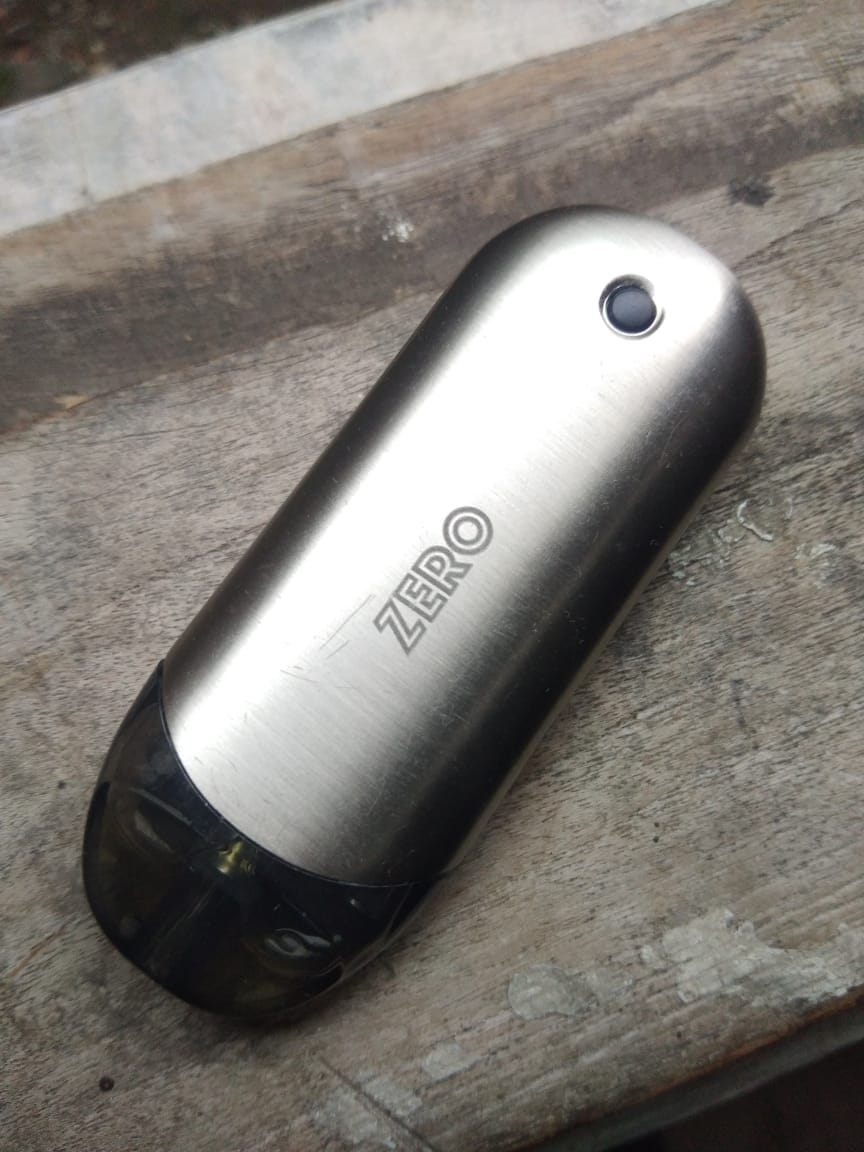
第四代電子煙（小菸（英语：Pod System）），是使用尼古丁鹽（英语：Nicotine Salt）取代傳統尼古丁，可迅速解除尼古丁需求。

## 相關法律與管制
根據WHO調查指出，電子煙在不同國家規範不同，包含藥品、菸品、一般消費品等。電子煙的發展可能關係到菸草的法律和醫療藥品政策，對許多國家相對新穎、以及相關使用公眾健康問題，電子煙現行法規與一般輿論見解與社會觀感在各地有很大的不同。在2014年2月，歐洲議會通過了要求標準化和質量控制液體和霧化器，標示液體成分，以及保護兒童打樣和防篡改液體包裝規定。在2014年4月美國食品藥品監督管理局公布了電子煙按照類似的思路擬議規例。2021年5月，世界衛生組織(WHO)發表WHO study group on tobacco product regulation報告，對電子煙提出各國在管理辦法上的方向建議 。

### 歐洲及北美洲

#### 英國
電子煙被獨立定義，並需於The Medicines and Healthcare Products Regulatory Agency (MHRA)註冊方可販售 。電子煙目前採三軌制，尼古丁電子煙分醫療用及一般使用，非尼古丁電子煙屬一般消費產品 。英國政府以法律來管理電子煙行銷方式、尼古丁容量、菸油裝填容量，且電子煙的製造商、進口商與分銷商皆須遵守規範。英國公共衛生部(PHE) 在2021年2月發表電子煙霧化器的第七份報告Vaping in England: evidence update February 2021，該報告總結了使用電子煙霧化產品的證據，以作為政策和法規提供依據。英國制定2030年無菸目標，制定新的菸草控制計劃並審查 Tobacco and Related Products Regulations (TRPR)，為審查所有霧化法規（以及其他尼古丁和煙草），法規提供了機會，以確保這些法規適用並幫助吸煙者戒菸，同時管理從未吸煙者的攝取風險。

#### 美國
美國食品和藥物管理局（FDA）將電子煙定義為菸品，除非銷售時將其定義為藥用或醫療產品。美国联邦航空管理局（FAA）2015年初以消防安全為理由向航空公司發安全警報，行李內禁止有電子煙。雖然可以手提攜帶電子煙，但是飛行途中禁食電子煙。美國紐約則從2020年7月起禁止銷售香味電子煙。美國耶魯大學公共衛生學院研究人員亦於2021年5月在美國醫學會雜誌（the Journal of the American Medical Association）發表一篇使用美國疾病管制與預防中心(CDC) 2011-2019 年青年風險行為監測系統 (YRBSS) 兩年一次的學區調查數據，分析 100,695 名未成年者的吸煙情況。該研究發現，與其他學區相比，舊金山的加味菸禁令明顯提高了當地未成年者的吸煙率，主因為電子煙使用者使用加味菸的比例更高，而在口味遭到限制後，多數人即轉為使用紙菸。該研究也表示若監管機構針對加味菸實施禁令，反而會導致某些族群的吸菸率增加，而不會如預期般的有效降低電子煙使用率 。2021年10月FDA首度准售Vuse Solo電子煙，部分原因為菸草味電子煙能減少紙菸使用量，對青少年也不具吸引力，與紙菸相比有相當程度的「減害」。

### 大洋洲

#### 紐西蘭
紐西蘭政府針對電子煙目前採一般消費品管理：非含尼古丁電子煙油，皆為一般消費品，2018年元月分推動紙菸環境汙染，立法禁止販售，尼古丁則屬第三類管制藥品，一般民眾禁止持有 。紐西蘭設立2025年無煙國家目標後，於2020年11月11日生效 Smokefree Environments and Regulated Products (Vaping) Amendment Act；該法案確保向希望使用危害較小的替代品的吸煙者提供電子煙霧化產品，並確保不將這些產品銷售或出售給年輕人。

#### 澳大利亞
澳大利亞政府早在2021年10月，便限制尼古丁電子煙只能憑醫生處方在國內藥房或海外供應商購買，但未能有效限制電子煙在國內流行。2024年1月1日起，澳大利亞政府禁止進口一次性電子煙，並改善醫生及護士處方電子煙的程序。同年3月1日起，禁令擴展至所有不具備醫學療效的電子煙，以期打擊青少年濫用電子煙的問題。

### 亞洲

#### 中国大陆

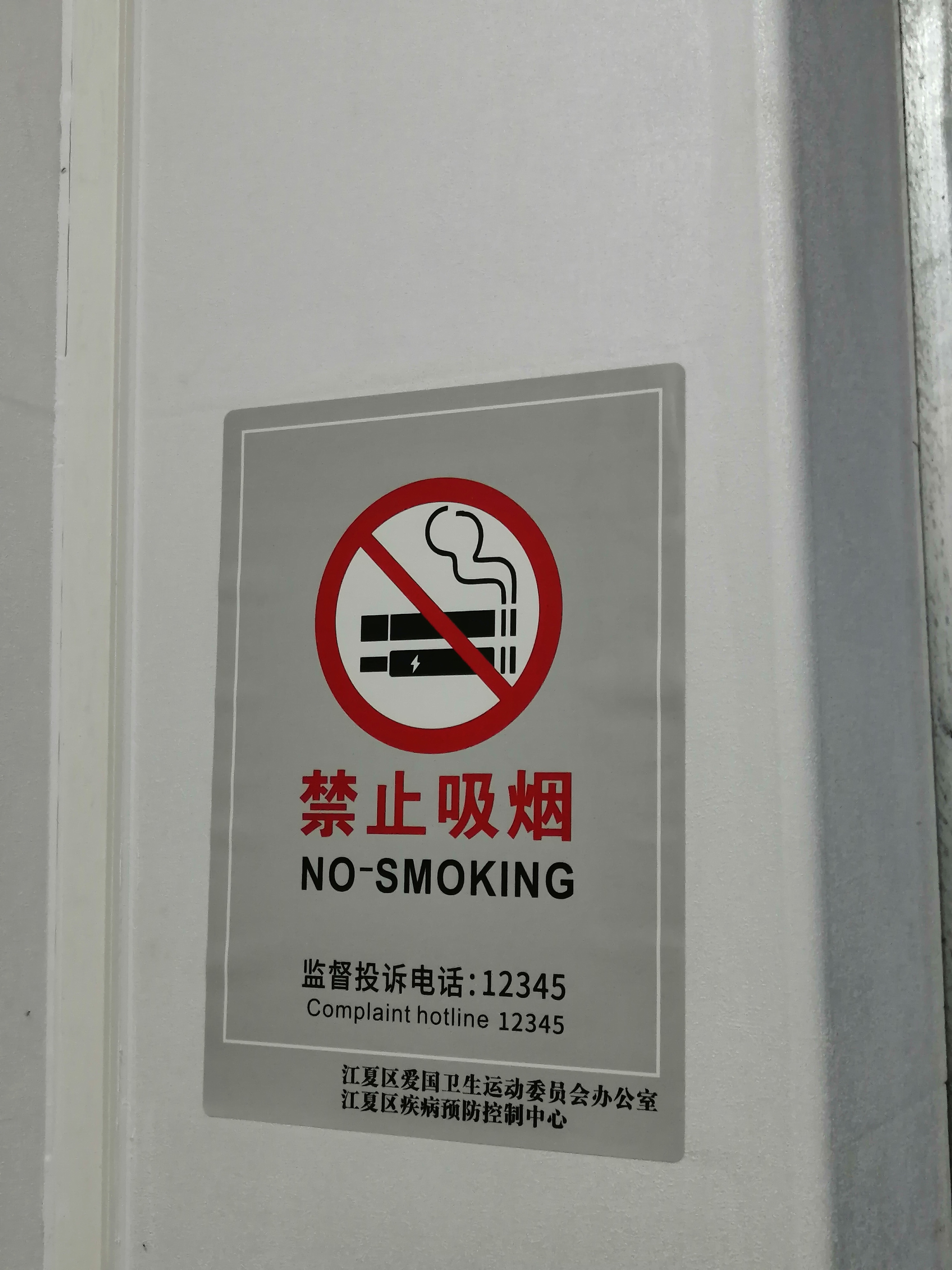
位于湖北省武汉市江夏区某餐饮店的禁烟标识，可见位于一般的紙香烟下方，电子烟也在禁烟标识中。

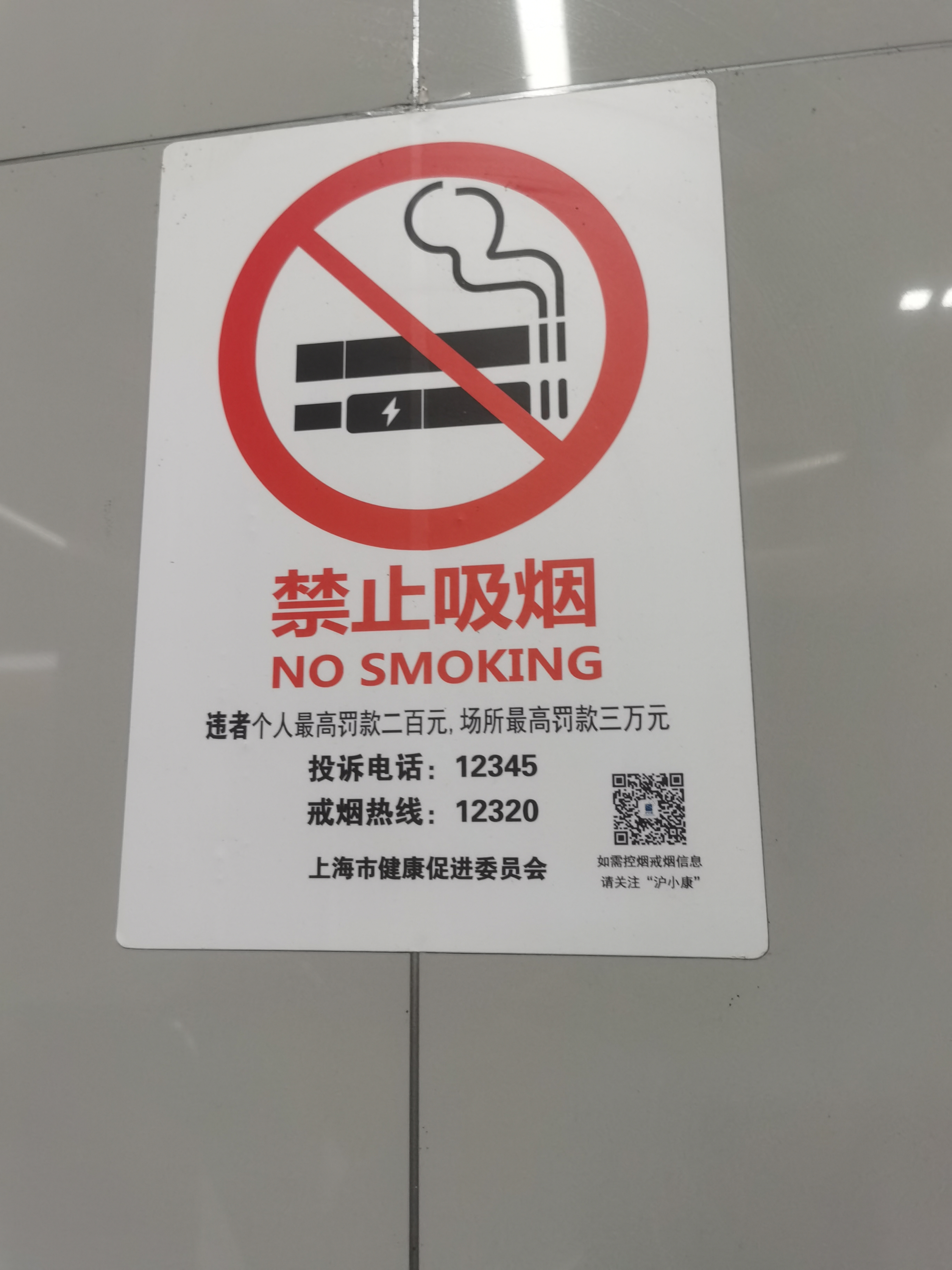
上海市一处卫生间内的禁烟标志，禁烟范围亦包括电子烟

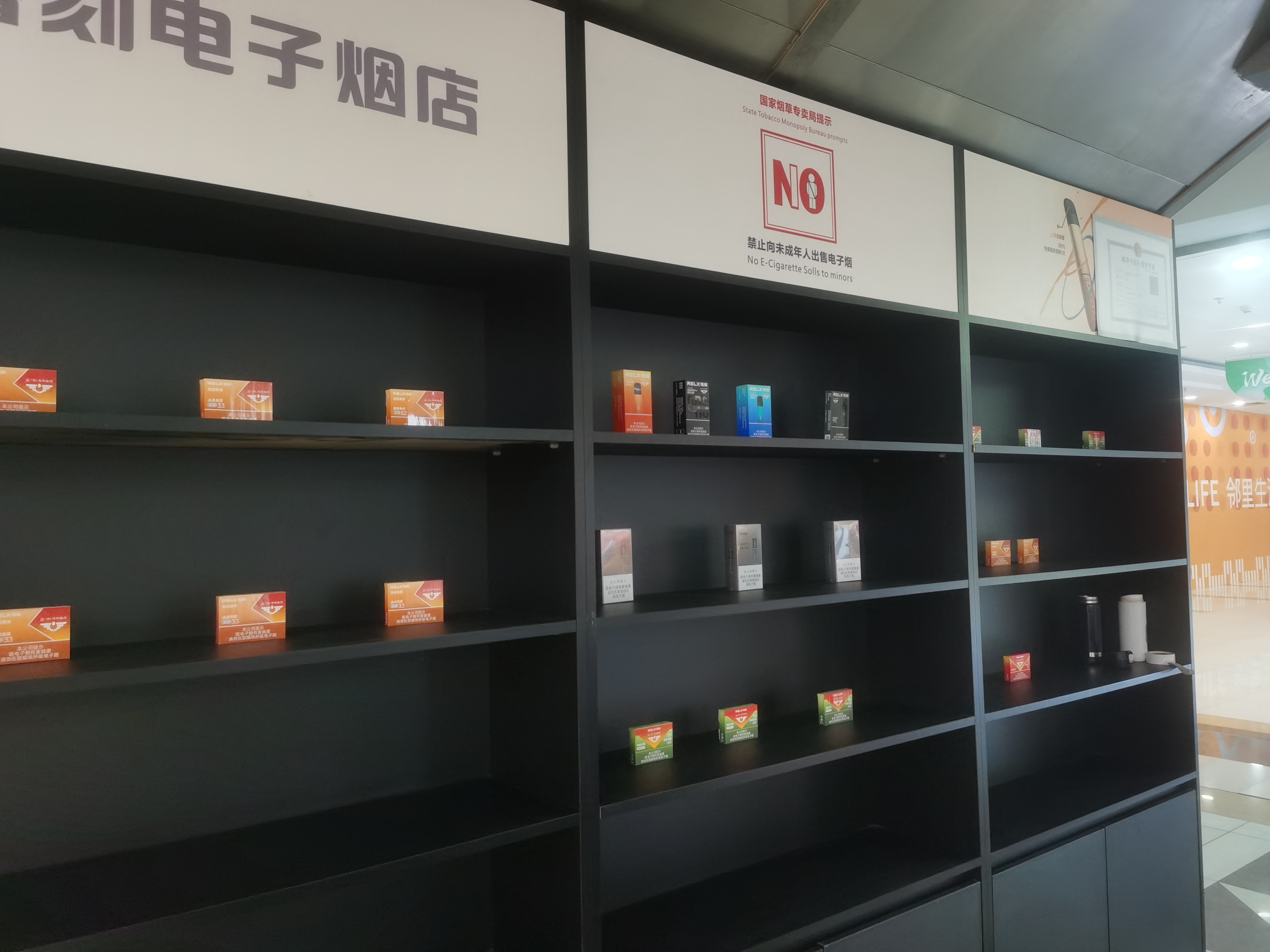
在中国大陆，电子烟专卖店仅可售卖烟草口味电子烟，且挂有烟草零售许可证和禁止向未成年人销售的标识

2019年11月1日，国家烟草专卖局、国家市场监督管理总局发布《关于进一步保护未成年人免受电子烟侵害的通告》，敦促电子烟生产、销售企业或个人及时关闭电子烟互联网销售网站或客户端；敦促电商平台及时关闭电子烟店铺，并将电子烟产品及时下架；敦促电子烟生产、销售企业或个人撤回通过互联网发布的电子烟广告；各类市场主体不得向未成年人销售电子烟。
2021年3月22日，工业和信息化部、国家烟草专卖局研究起草了《关于修改〈中华人民共和国烟草专卖法实施条例〉的决定（征求意见稿）》，明确“电子烟等新型烟草制品参照本条例中关于卷烟的有关规定执行”。2021年11月26日，新修订的《中华人民共和国烟草专卖法实施条例》正式公布并施行，新增的第六十五条规定，电子烟等“新型烟草制品”参照卷烟的有关规定进行管理，电子烟在中国大陆正式纳入烟草专卖监管体系。2022年3月1日起施行的《电子烟管理办法》进一步规定，禁止在普通中小学、特殊教育学校、中等职业学校、专门学校及幼儿园周边售卖电子烟，禁止通过自动贩售机等自助售卖方式销售电子烟，禁止举办电子烟推介会及展会等，禁止销售除烟草口味外的调味电子烟和可自行添加雾化物的电子烟。自同年10月1日起，《电子烟》强制性国家标准正式实施，除烟草口味以外的调味电子烟全面禁售下架。但新规实施后，仍有电子烟门店私下销售调味电子烟，绝大部分为中国内地品牌在海外销售的产品。
2022年10月25日，财政部、海关总署、税务总局将电子烟纳入消费税征收范围。10月28日，上海市人大常委会通过《上海市公共场所控制吸烟条例》修正案，将电子烟纳入公共场所禁烟范围。

#### 台湾
歷史
中華民國世衛菸草減害專家王郁揚引用世界衛生組織(WHO)報告、美國FDA報告以及中國政府報告，主張參考美國FDA將電子菸產品納入菸草產品，抽稅納管適度規範，並於2025年出版《電子菸倡議聖經：衛福部隱匿的菸草減害歷史》紀錄2017年-2024年的倡議過程。惟衛生福利部國民健康署修正《菸害防制法》第2條修改菸品與新增類菸品的定義，將電子煙列為類菸品，並將其禁止，卻因「類菸品」為全球獨創的名詞，且定義不明而備受爭議，相關修法草案尚未通過立法院三讀程序。類菸品的定義為指以改變菸品所定原料物理性態之方式，或非以菸品（菸草）所定原料製成，得使人模仿菸品使用之相關產品。衛福部認為電子煙的菸油成分係以人工添加尼古丁或其他化學物品，非《菸害防制法》第2條第1款「全部或部分以菸草或其代用品為原料加工之製品」，故非屬《菸害防制法》規範之產品，而將含尼古丁成分裝填入之電子煙、電子霧化器產品列入藥品管理，目前尚未核准電子煙產品之藥品許可證。倘未依《藥事法》規定，向衛生福利部申請查驗登記取得藥品許可證而製造、輸入者，則就其來源認屬藥事法第20條之偽藥，或同法第22條第1項第2款之禁藥；另依同法第82、83條規定，製造或輸入偽藥或禁藥者，最高可處10年有期徒刑，販賣者最高可處7年有期徒刑。
該類產品若不含尼古丁或其他藥品成分，但宣稱可以「幫助戒菸」、「減少菸癮」或「減輕戒斷症狀效果」，即違反《藥事法》第69條「非藥物不得為醫療效能之標示或宣傳」之規定，違者依法律規定可罰新臺幣100萬元以上、2500萬元以下罰款，其違法物品直接沒入銷燬。若電子煙、電子霧化器等產品不添加尼古丁或其他藥品成分也未宣稱具有戒菸療效，惟外型類似紙菸，則違反菸害防制法第14條「任何人不得製造、輸入或販賣菸品形狀之物品」之規定，依同法第30條規定，製造或輸入業可罰新臺幣1萬元以上、5萬元以下罰鍰，販賣業者最高可罰新台幣3千元罰鍰。
多個縣市已實施電子煙管理自治條例或新興菸品管理自治條例。包括宜蘭縣、桃園市、新竹市、嘉義市、台中市、高雄市等。而苗栗縣已在2021年5月於縣議會完成一讀，若通過三讀也可望開放電子煙。然而，目前台北市已經通過新興菸品管理自治條例，明確規範在台北市範圍內的法定禁菸場所禁止使用電子煙、加熱菸等新興菸品外，禁止業者製造、輸入、販賣、廣告等，成為台灣第一個禁止電子煙的縣市。
現狀
2023年1月，立法院三讀通過菸防法修正草案，依修正通過之菸害防制法第15條規定，禁止任何人製造、輸入、販賣（包括透過網路、實體店面及面交）、供應（提供他人使用）、展示或廣告（製作廣告、接受傳播或刊載）各式電子煙之類菸品或其組合元件，若製造、輸入違反條例者最高可罰五千萬元罰鍰。自同年3月22日起施行。

#### 香港
歷史
飛機場貴賓室內、所有室內公眾地方及部分室外地方（校園、公園及泳灘）嚴禁吸食電子煙。此外，管有、銷售或分銷含尼古丁產品之前，須先在有關當局註冊；警方有權將電子煙交給衞生署化驗，以找出電子煙是否含尼古丁。雖然沒有明文規定行李內禁止有電子煙，但禁止有“易燃液體”。
2018年10月10日，特首林鄭月娥於2018/19年度施政報告中，宣布將全面禁止包括電子煙在內的「另類煙草產品」；及後，政府於翌年2月將《吸煙（公眾衞生）條例》中全面禁止另類煙草產品的修正案交付立法會審議，並將於通過後六個月正式生效。 但此政策出台隨即引起業界和部分市民不滿，並有意見質疑不同步禁止傳統煙是「雙重標準」。2019年4月中旬，香港大學護理系學生，參加支持修正案的「星期六集會」，可賺「學習分數」。
現狀
2021年10月21日，香港立法會以32票贊成、3票反對、2票棄權，三讀通過《2019年吸煙（公眾衞生）（修訂）條例》，全面禁售電子煙，並自2022年4月30日起生效。

#### 澳門
自2018年1月1日起，禁煙區域同樣禁止吸食電子煙，且禁止以任何渠道售賣電子煙，也不得進行廣告促銷。

#### 新加坡
電子煙目前根據《煙草（廣告與銷售管制）法》第16條第1款的規定被禁止，該法由新加坡衛生科學局執行。此法例禁止進口、分銷、銷售或提議銷售任何設計成類似煙草產品或其包裝的糖果、其他食品、玩具或其他物品。這類產品的包裝若設計為類似常見煙草產品的包裝，也屬違法行為。
衛生科學局對違反該法的行為持嚴正態度。違法者一經定罪，可被處以最高5,000新元的罰款。
根據時任衛生部長許文遠的說法，電子煙是煙草業試圖吸引新用戶的手段，其行銷策略針對年輕人，特別是女性族群。
2009年，當局首次執法並沒收了10枝電子煙，及後沒收的數量越來越多。於2016年8月1日開始，進口電子煙（包括網上購買並安排運送往新加坡）亦屬違法。

#### 印度
印度政府2019年9月20日宣布全面禁止電子煙，規定禁止生產、製造、進出口、運輸、銷售、分銷及廣告等與電子煙相關業務，違反規定者恐面臨1年監禁及1萬盧比罰款。

## 爭議

### 支持理據
- 減害：電子煙不經過燃燒，是由吸煙者直接將菸油經霧化後吸入人體，沒有紙菸中最大的致癌元兇焦油。世界衛生組織(WHO)在2021年5月的報告中指出電子煙與加熱菸產生的毒性化學物質較紙菸來的少，但是電子煙與加熱菸亦會產生新的毒性化學物質，其濃度有的甚至比紙菸中來的高[76]。
- 美國研究證實，從紙菸使用者轉換成到電子煙，罹患呼吸疾病的機率下降40% [77]。
- 電子煙釋放尼古丁速度接近傳統香菸，對癮君子來說，比起釋放速度緩慢的藥用（戒菸用）尼古丁，電子煙更能讓他們脫離傳統香菸 [78]。
- 據英國廣播公司報導，英格蘭公共健康委員會的委託調查報告，指出電子煙安全於傳統紙菸相比，危害性減少九成五。報告亦指出電子煙有助於吸煙者戒菸。倡議政府將電子煙納入NHS的醫療保障系統中[79]。
- 《新英格蘭醫學期刊》（NEJM）一月三十日刊登的最新研究表示，電子煙的戒菸效果是尼古丁替代療法的近兩倍，包括貼片、噴霧、潤喉糖及口香糖等。18%的電子煙使用者可在一年後戒菸，但替代療法只有9.9% [80]。
- 紐西蘭政府於2017年10月11日正式宣布：「紐西蘭政府相信，電子煙有協助我國達成2025無煙國家計劃目標的潛力。」早在2015年，英國政府已證明：「電子煙的傷害比香菸少95%。」；英國國民健康署（英语：National Health Service）(NHS)也於2017年10月「Stoptober」28天戒菸活動中，建議菸民使用尼古丁貼片、尼古丁口香糖以及電子菸等戒菸工具達到戒菸效果[81]。
- 針對電子煙安全性，加拿大在2018年5月份推出《菸草和電子霧化產品法（英语：Tobacco and Vaping Products Act）》（TVPA）加以規管[82]。
- 阿聯酋標準化和計量局（ESMA）2019年2月16日宣佈將取消對電子煙的銷售禁令。首批獲批的電子煙產品預計於4月中旬上市，阿聯酋將成為中東首個菸草減害產品合法化的市場，迪拜無煙倡議組織負責人哈南·巴尔德（英语：Hanan Obald）博士表示，電子煙的新標準是「保護仍然吸煙的人的良好舉措，不會禁止吸煙行為」[83]。
- 透過管理辦法能降低器械爆炸和EVALI問題：WHO在2020年12月23日的會議紀錄 提出對電子煙管理建議：禁止使用者可以控制器件功能和液體成分的電子煙(即為放式系統)，且禁止在電子尼古丁傳送系統及電子非尼古丁傳送系統中添加尼古丁以外的藥理活性物質，例如大麻和四氫大麻酚(THC)。並要求限制電子尼古丁傳送系統的尼古丁排放率/流量。要求菸商定期向適當監管機構披露所有產品資料，包括產品檢測、化學成分、總尼古丁含量、尼古丁刑事、毒性，及產品檢測結果與檢測方法；對產品修改做出任何修改均須更新相關報告[84]。

### 反對理據
- 依據中華民國衛生福利部食品藥物管理署於2013年至2015年受理2,565件電子煙檢體之結果顯示70%含有具成癮性之尼古丁。而電子煙其菸油的尼古丁含量與標示不合的情況很常見，可能會吸入致命劑量的尼古丁。

- 電子煙與藥用尼古丁吸入劑仍有不同，例如藥用尼古丁不經由加熱、品管嚴格、尼古丁釋放速度低；符合藥品管理的尼古丁吸入劑的安全證明，並不適用於電子煙。

- 皮膚接觸或食用植物甘油是安全的，但汽化後吸入肺部的安全性存疑（如麵粉等粉狀食品原料吸入肺部就會影響呼吸系統）。另外，部分人對於丙二醇會產生過敏反應。

- 電子煙生產商有時會將其包裝成戒煙產品。但目前並無公認的臨床報告能說明電子煙的長期影響。

- 研究顯示電子煙仍然會製造二手煙，雖然量低於傳統香菸、仍可研討建立僅允許使用電子煙的-VAPE吸煙區- 但不應讓使用者誤以為無二手煙而到處使用。

- 在2014年5月份發表的「尼古丁與菸草研究」期刊中的一項研究報告指出，雖然電子煙較普通香菸少了60種致癌物質（包含焦油），但若達到加溫230度以上[具体情况如何？]可能會使電子液體發生化學反應，釋出一氧化碳與甲醛致癌物。一些研究甚至指出，電子煙在部分雖然比傳統紙菸危害低於75%，但並不代表完可能全無害（攝取過多糖分）

- 研究顯示，來路不明仿冒原廠廉價電子煙油，煙霧中，除尼古丁、甲醛和乙醛外，實際上仍含有許多化學物質，如丙二醇、二甘醇、可丁寧、毒藜鹼、菸草生物鹼或其他超微粒子與揮發性有機化合物，於長期施用後，對使用者濫用仿品廉價菸油，品質存疑，可能產生癌症及其他疾病之健康危害。

- 依據衛生福利部食品藥物管理署於2014年間自各地方縣市衛生局、關務署送驗之電子煙中，隨機抽驗31件，發現50%未知它廠代工-仿冒原廠廉價菸油-含有甲醛、90.3%含有乙醛，這些內容物對人體皆具有高度危害性。

- [85]2018臺灣，中央政府立委有意考慮電子式蒸氣，納入雙軌化管理，禁止未成年購買，同時禁售含有成癮性尼古丁之菸油，無尼古丁則提案開放傳統菸酒商使可販售（包含PG,VG），脫離模糊地帶。支持民眾認為，提升公共環境空氣品質，降低傳統菸蒂汙染危害。

- 2019年3月，美国心脏病学会的研究人员发表了一项研究，详细说明了与电子烟相关的健康风险。 在调查结果中，他们得出结论，电子烟可能会增加患冠状动脉疾病，心脏病，抑郁症和焦虑症的风险。 根据研究人员的研究，这项研究是电子烟使用和心血管风险最大的研究之一，也是最早建立协会的研究之一，此前该研究共调查了来自全国健康访谈调查的96,467名受访者的数据。[86][87]

- 越來越多的證據顯示電子煙沒有戒菸效果，但比起傳統菸草製品，卻製造更多吸菸者（青少年會受到口味較佳的電子煙吸引，而成為尼古丁成癮者）；美國許多人認為至少應該禁售非菸草口味的電子煙。
- 一项研究表明，電子煙不如 FDA 允許的輔助藥物，例如藥物、貼片、口香糖、錠劑，沒有證據表明電子煙是有效的戒菸輔助手段[88][89]

## 安全隐患

### 電子煙容易爆炸問題
- 美國喬治亞州一名23歲男子在吸食電子煙時, 發生爆炸，造成手指骨折，手指燒傷[90]。媒體因此質疑電子煙的安全性，引發熱烈爭論。但網友表示真正的原因是使用不當：將成品霧化器裝置在含有極高瓦數動力電池機械桿上。[来源请求]
- 美国德克萨斯州的一名男子的电子烟忽然爆炸，碎片插入颈动脉致其死亡。[91]
- 英美各國皆採用上市前審核機制以確保產品安全性來保障使用者。英國用上市前的通報機制(pre-market notification)，規範廠商須先提交相關資料後才可上市。美國要求電子煙需經上市審查含安全性、並證明健康風險未較傳統菸品嚴重後始得上市。[92]

### 電子煙肺損傷EVALI導因於非法添加物
- 美國自2019年8月份起接連爆發電子煙導致嚴重肺部疾病，患者的症狀為嘔吐、呼吸急促、胸痛等症狀，情況嚴重者甚至住進呼吸重症加護病房，靠維生設備維持生命。美國疾病管制與預防中心(CDC)於2019年10月31日公告，接獲共49州、1,888個通報確診病例及37名致死案例，唯一共同原因是3個月內使用過電子煙[93]。爾後將此因電子煙而造成嚴重肺損傷的疾病訂為EVALI，經研究後發現與煙油中外加大麻成分THC和助溶劑維生素 E 醋酸酯有相當大的關係，在禁止使用THC與維生素E醋酸酯後就沒有再發現嚴重肺損傷(EVALI)病例，現在美國食品和藥物管理局（FDA）與國際衛生組織（WHO） 也禁止在煙油中添加這兩項成分，且禁止使用含THC的電子煙[94]。

### 青少年吸食問題
- 英國學者研究「美國國家青少年煙品使用調查」發現，電子煙之使用與吸菸率上升沒有因果關係。也就是說，單純禁止電子煙，無法從源頭解決青少年吸菸問題。美國國家青少年煙品使用調查指出，在電子煙使用者中，71%是長期使用菸品(超過100根)，8.4%未曾使用過任何菸品、29%曾使用過非燃燒菸品[95]。也就是說，絕大多數使用電子煙的人，是從紙菸開始的。2021年時英國ASH研究青少年使用電子煙的報告中顯示，11-18歲的年輕人對電子煙的認知度變高，但使用率並未因知道電子煙而明顯提升。分析抽電子煙主要是為了嚐鮮（49.3%），不太可能因為容易取得(1.1%)或比紙菸便宜(0.8%)就選擇使用電子煙。[96]

## 外部連結
- 無煙台灣基金會FSFT(Foundation for a Smoke-Free Taiwan)
- 台灣菸草減害協會TTHRA(TAIWAN TOBACCO HARM REDUCTION ASSOCIATION) （页面存档备份，存于）
- 台灣威卜VAPE Taiwan 菸草減害網路媒體 （页面存档备份，存于）